# Opel Astra F
Pour les articles homonymes, voir Opel Astra.
L'Opel Astra F (Opel Astra A) fut lancée en juillet 1991 et fut restylée à la fin de l'été 1994. La commercialisation en Europe de l'Ouest fut arrêtée début 1998 avec l'arrivée de l'Opel Astra G, mais s'est poursuivie pour l'Europe de l'Est, la Turquie et l'Inde jusqu'en 2002.
L'appellation « F » est ici pour souligner la succession de l'Opel Kadett qui a été produite pendant 61 ans. Dans certains pays, comme en Afrique du Sud, l'Opel Astra est encore appelée Opel Kadett (voire Opel Astra 200TS).

## Gamme
L'Astra F a été construite sous six carrosseries différentes :
- 3 portes, 2 volumes
- 5 portes, 2 volumes
- 5 portes, break
- 4 portes, 3 volumes
- 2 portes, cabriolet
- 3 portes, utilitaire

Les finitions sur le marché français étaient: GL, GLS (Remplacée par Tiffany) et CD (remplacée par CDX)
GLS: Vitres électriques, centralisation, antibrouillards, boucliers ton caisse
Une Tiffany est une GLS restylée enrichie des équipements suivants: jantes alliage, antenne électrique et peinture métallisée de série.
La CDX est apparue tardivement. Disponible en 5 portes et break, sellerie cuir, toit ouvrant et climatisation de série. Moteur Ecotec 2.0 de 136 ch uniquement. La CDX ne reprend pas la présentation sportive des GSi.
Moteur essence, hors GSi (sur le marché français) 1,4 (60 ch), 1,4Si (82 ch) 1,4 16v (90 ch), 1,6 16v (100 ch) et 2,0 16v (136 ch)
Moteurs diesel 1,7 d (Opel) de 57 ch sur phase 1, remplacé par 1,7 d "ecoturbo" de 68 ch sur phase 2
Moteur 1.7 Isuzu de 82 ch sur phases 1 et 2.

## Motorisations
| Code moteur     | Cylindrée | Puissance             | Couple                 | Alimentation    | Levée de soupapes | Compression           |
| --------------- | --------- | --------------------- | ---------------------- | --------------- | ----------------- | --------------------- |
| 1.4i            | 1 389 cm3 | 60 ch à 5 200 tr/min  | 103 N m à 2 800 tr/min | Inj. Monopoint  | OHC               | NA                    |
| 14NV            | 1 389 cm3 | 75 ch à 5 800 tr/min  | 110 N m à 3 000 tr/min | Carburateur     | SOHC              | 9,4:1                 |
| 14SE            | 1 389 cm3 | 82 ch à 5 600 tr/min  | 115 N m à 3 400 tr/min | Inj. Multipoint | SOHC              | 9,8:1                 |
| C14NZ           | 1 389 cm3 | 60 ch à 5 200 tr/min  | 103 N m à 2 800 tr/min | Inj. Multipoint | SOHC              | 9,4:1                 |
| X14NZ           | 1 389 cm3 | 60 ch à 5 200 tr/min  | 103 N m à 2 800 tr/min | Inj. Multipoint | SOHC              | 9,4:1                 |
| C14SE           | 1 389 cm3 | 82 ch à 5 800 tr/min  | 113 N m à 3 400 tr/min | Inj. Multipoint | SOHC              | 10,0:1                |
| C16NZ et X16SZR | 1 598 cm3 | 75 ch à 5 200 tr/min  | 125 N m à 2 800 tr/min | Inj. Multipoint | SOHC              | 9,2:1                 |
| C16se           | 1 598 cm3 | 100 ch à 5 800 tr/min | 135 N m à 3 400 tr/min | Inj. Multipoint | SOHC              | 9,8:1                 |
| X16SZ           | 1 598 cm3 | 70 ch à 5 000 tr/min  | 128 N m à 2 800 tr/min | Inj. Multipoint | SOHC              | 10,0:1 9,6:1 (X16XZR) |
| C18NZ           | 1 796 cm3 | 90 ch à 5 400 tr/min  | 145 N m à 3 000 tr/min | Inj. Multipoint | SOHC              | 9,2:1                 |
| X14XE (Ecotec)  | 1 398 cm3 | 90 ch à 6 000 tr/min  | 125 N m à 4 000 tr/min | Inj. Multipoint | DOHC              | 10,5:1                |
| X16XEL (Ecotec) | 1 598 cm3 | 100 ch à 6 200 tr/min | 148 N m à 3 500 tr/min | Inj. Multipoint | DOHC              | 10,5:1                |

## Astra GSi et GSi 16V
L'Astra GSI a été créée sur la base d'une Astra F Classic 3-portes sur laquelle est greffé un kit carrosserie sport design IRMSCHER jusqu'en 1994, année où Opel modifia le modèle et lui donna une apparence d'Astra Classic hormis les baguettes latérales portant le sigle GSI ou bien Sport selon les marchés. Elle était également équipée de sièges sport. Une version break fut également disponible.
Elle exista également en en Afrique du Sud, en version limitée pour les années 1994 et 1995 avec le moteur 2.0 turbo 16s de 204 ch issu des Opel Calibra et Opel Vectra 4x4 sous la dénomination 200TS, avec le T pour compresseur. Cette version a une boîte de vitesses à six rapports, et un différentiel à glissement limité. Elle était plus rapide que la BMW M3 de l'époque sur l'épreuve du quart de Mile. Elle était l'unique Astra à être équipé d'un moyeu de roue à 5 boulons (toutes les autres utilisaient un moyeu à 4 boulons), elle était également dotée de jantes en alliage uniques de 16 pouces disponibles uniquement sur la 200tS.

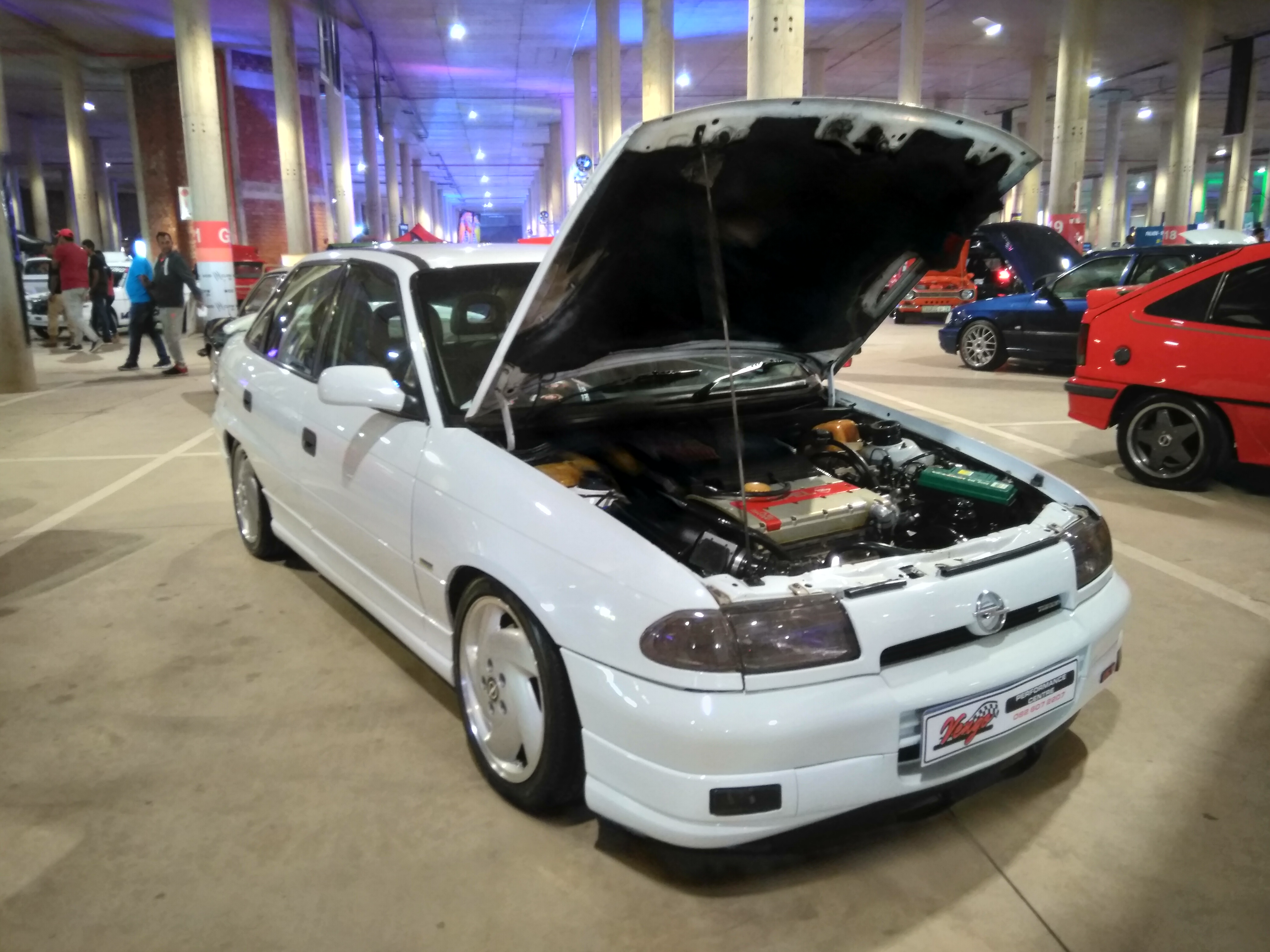
Opel Astra 200TS

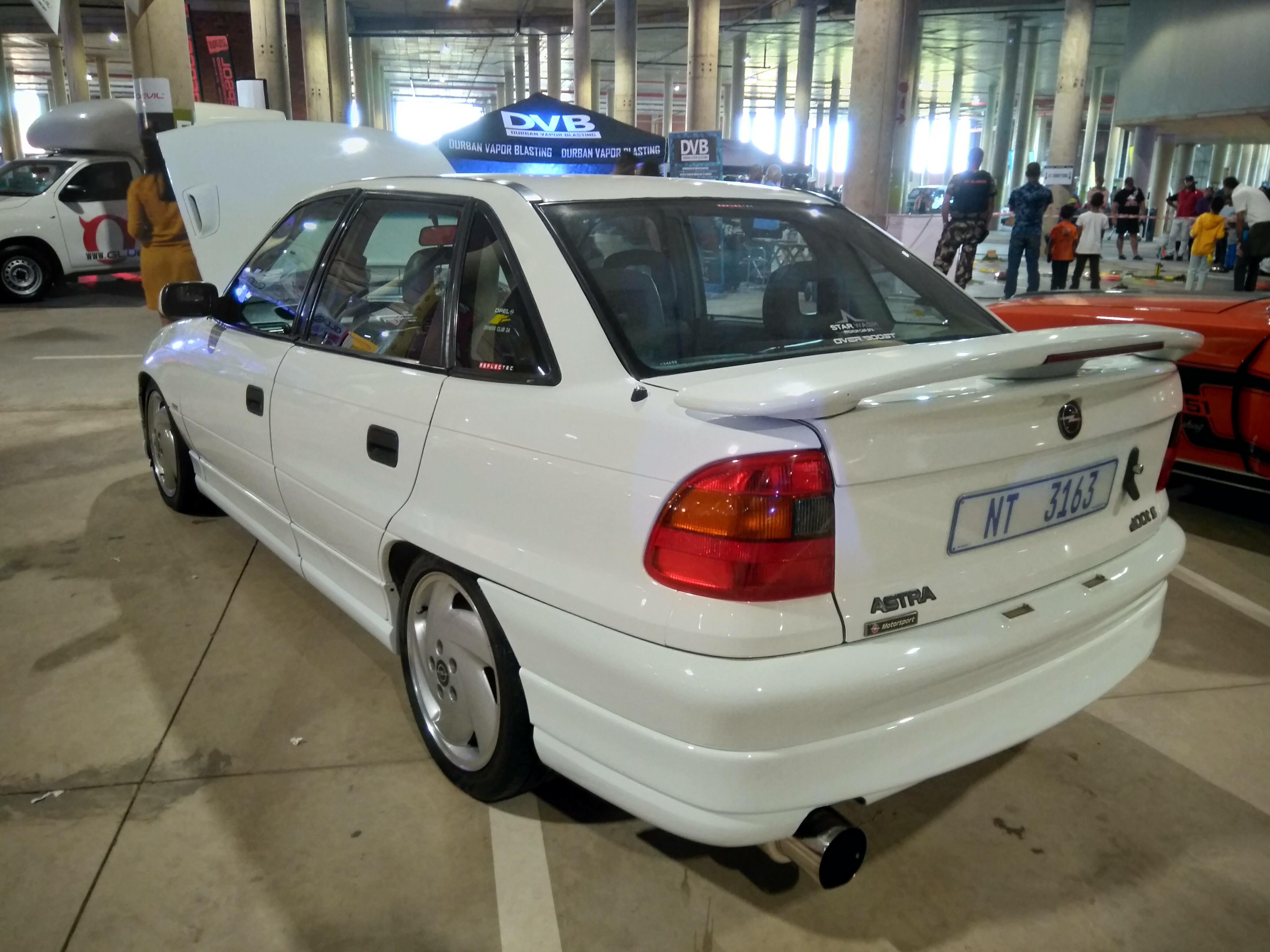
Opel Astra 200TS

### Motorisations
| Code moteur     | Cylindrée | Puissance             | Couple                 | Alimentation    | Levée de soupapes | Compression |
| --------------- | --------- | --------------------- | ---------------------- | --------------- | ----------------- | ----------- |
| C20NE           | 1 998 cm3 | 115 ch à 5 400 tr/min | 170 N m à 2 600 tr/min | Inj. Multipoint | SOHC              | 9,2:1       |
| C18XE           | 1 794 cm3 | 125 ch à 5 600 tr/min | 168 N m à 4 800 tr/min | Inj. Multipoint | DOHC              | 10,8:1      |
| C18XEL (Ecotec) | 1 798 cm3 | 115 ch à 5 400 tr/min | 168 N m à 4 000 tr/min | Inj. Multipoint | DOHC              | 10,8:1      |
| X18XE (Ecotec)  | 1 794 cm3 | 115 ch à 5 400 tr/min | 170 N m à 3 600 tr/min | Inj. Multipoint | DOHC              | 10,8:1      |
| C20XE           | 1 998 cm3 | 150 ch à 6 000 tr/min | 196 N m à 4 600 tr/min | Inj. Multipoint | DOHC              | 10,5:1      |

## Galerie

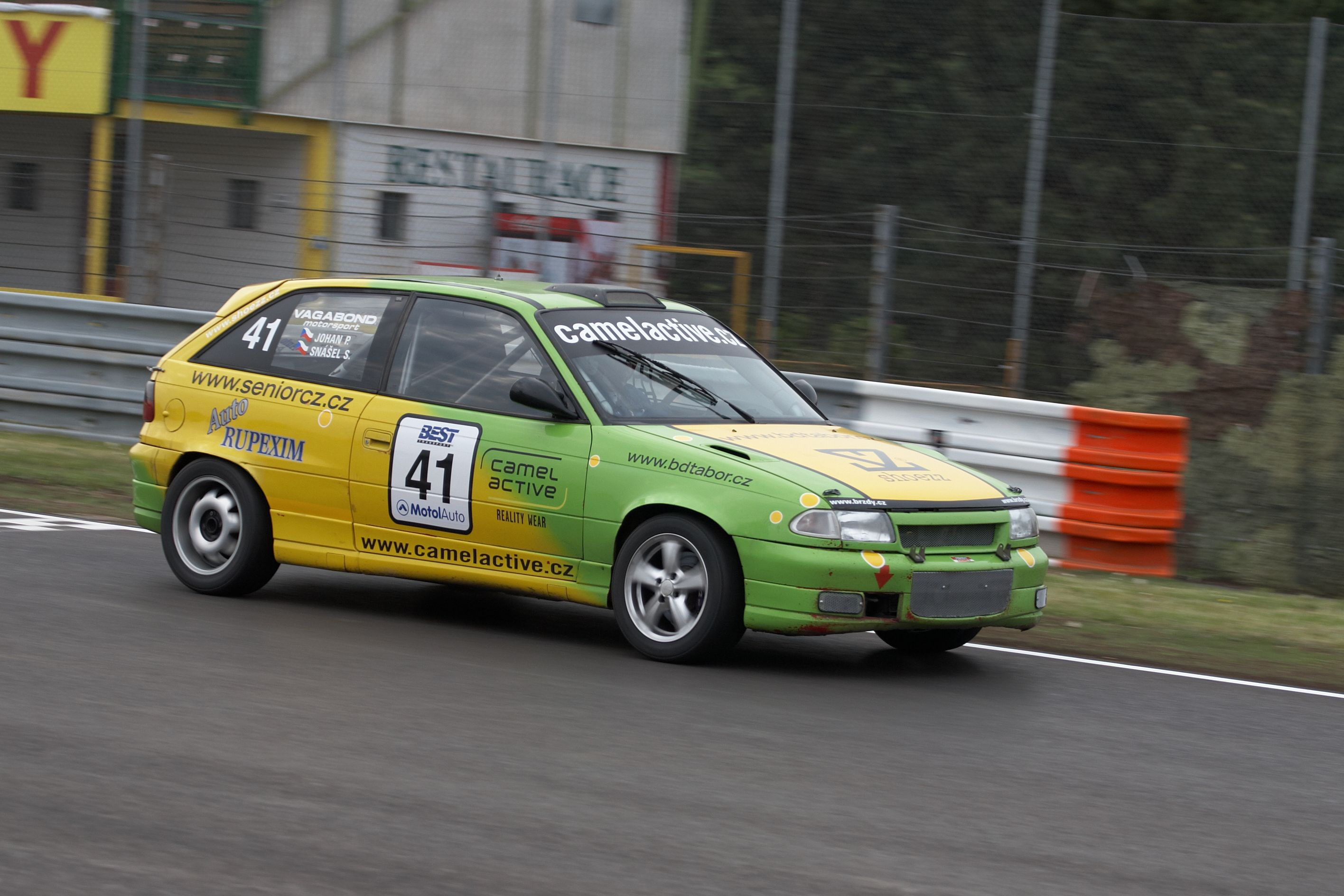
Opel Astra 2.0 GSI en compétition
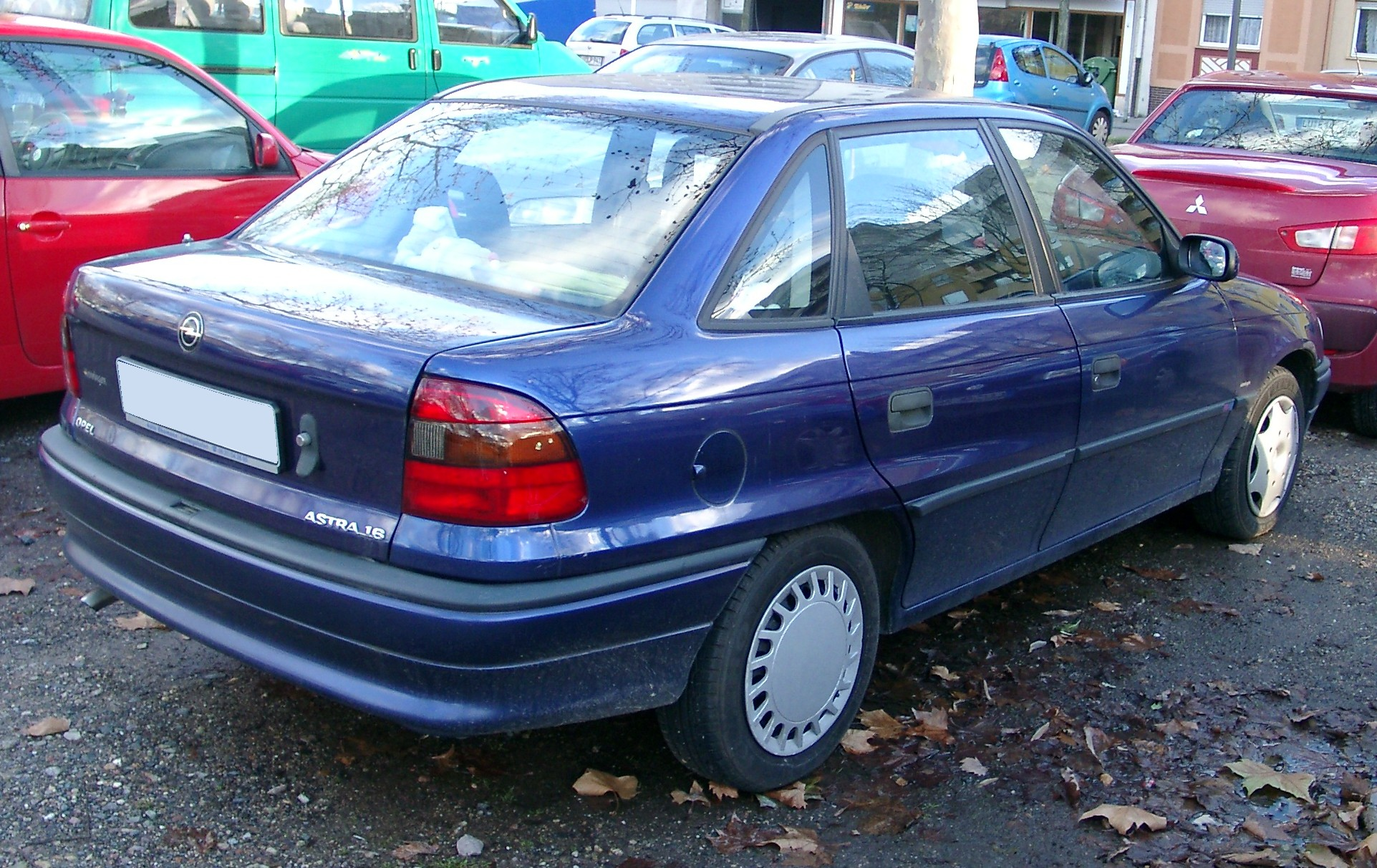
Opel Astra F tricorps (1994–1998)
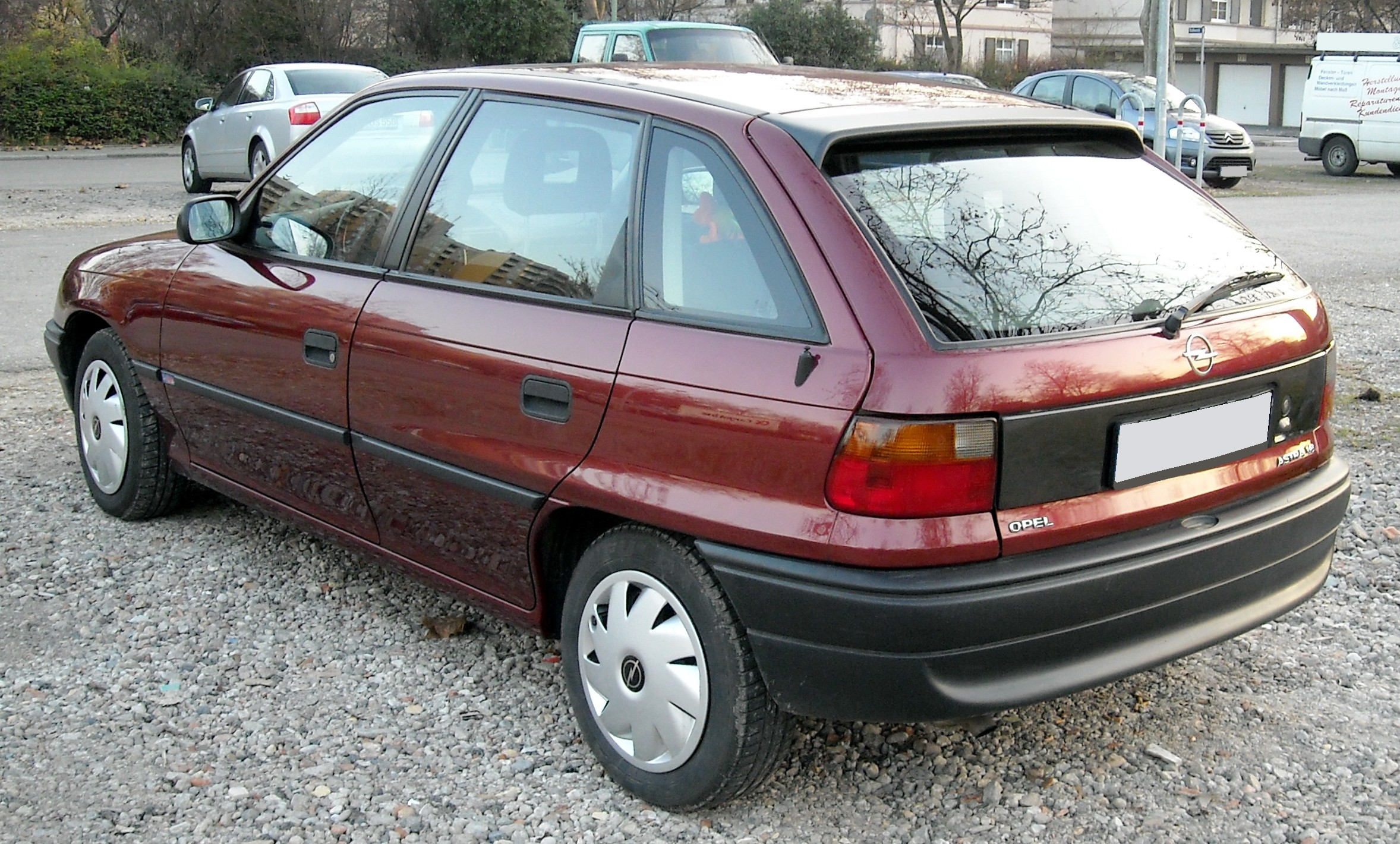
Arrière de l'Opel Astra F 5 portes
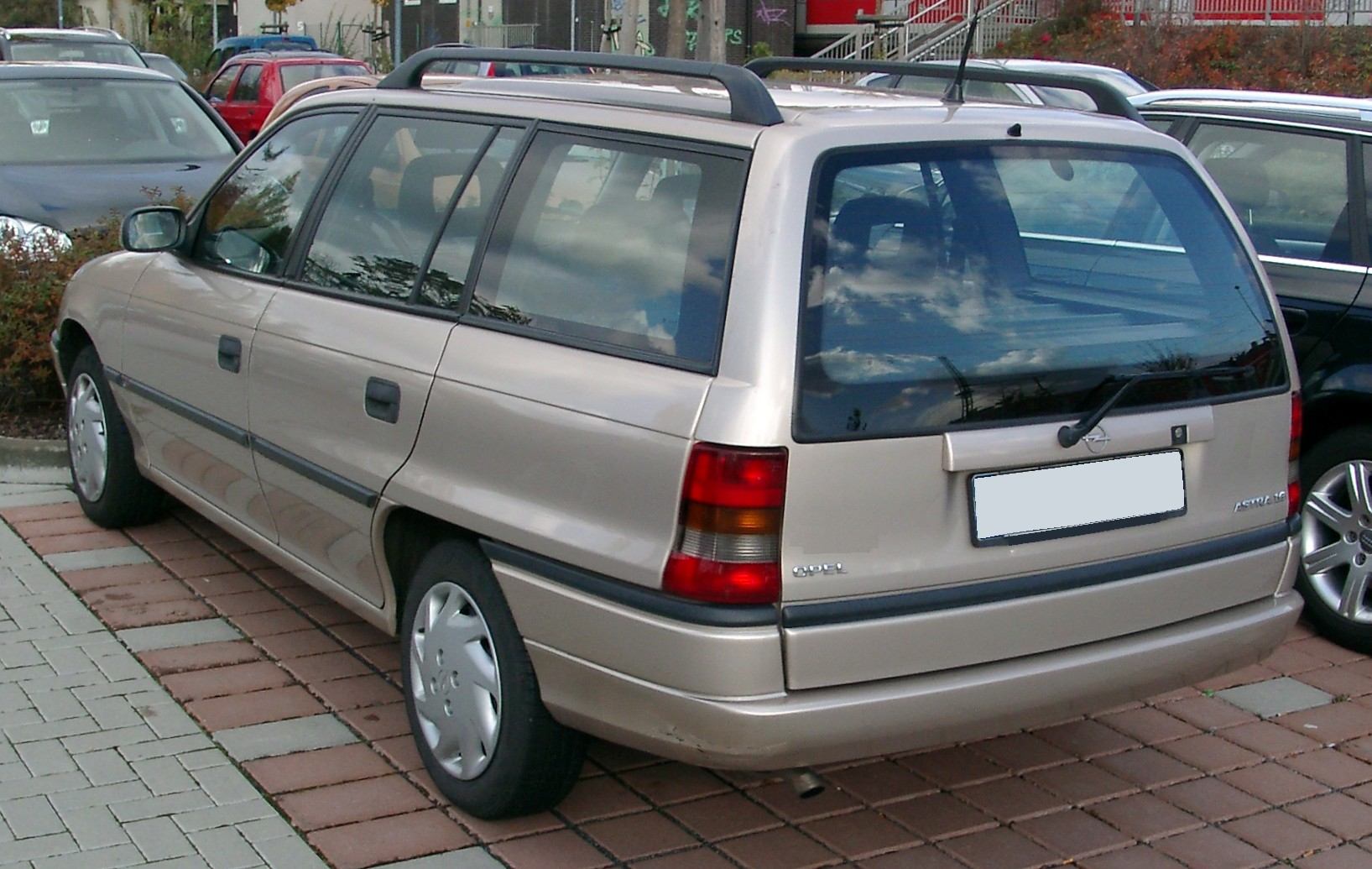
Opel Astra F Caravan (1994–1998)
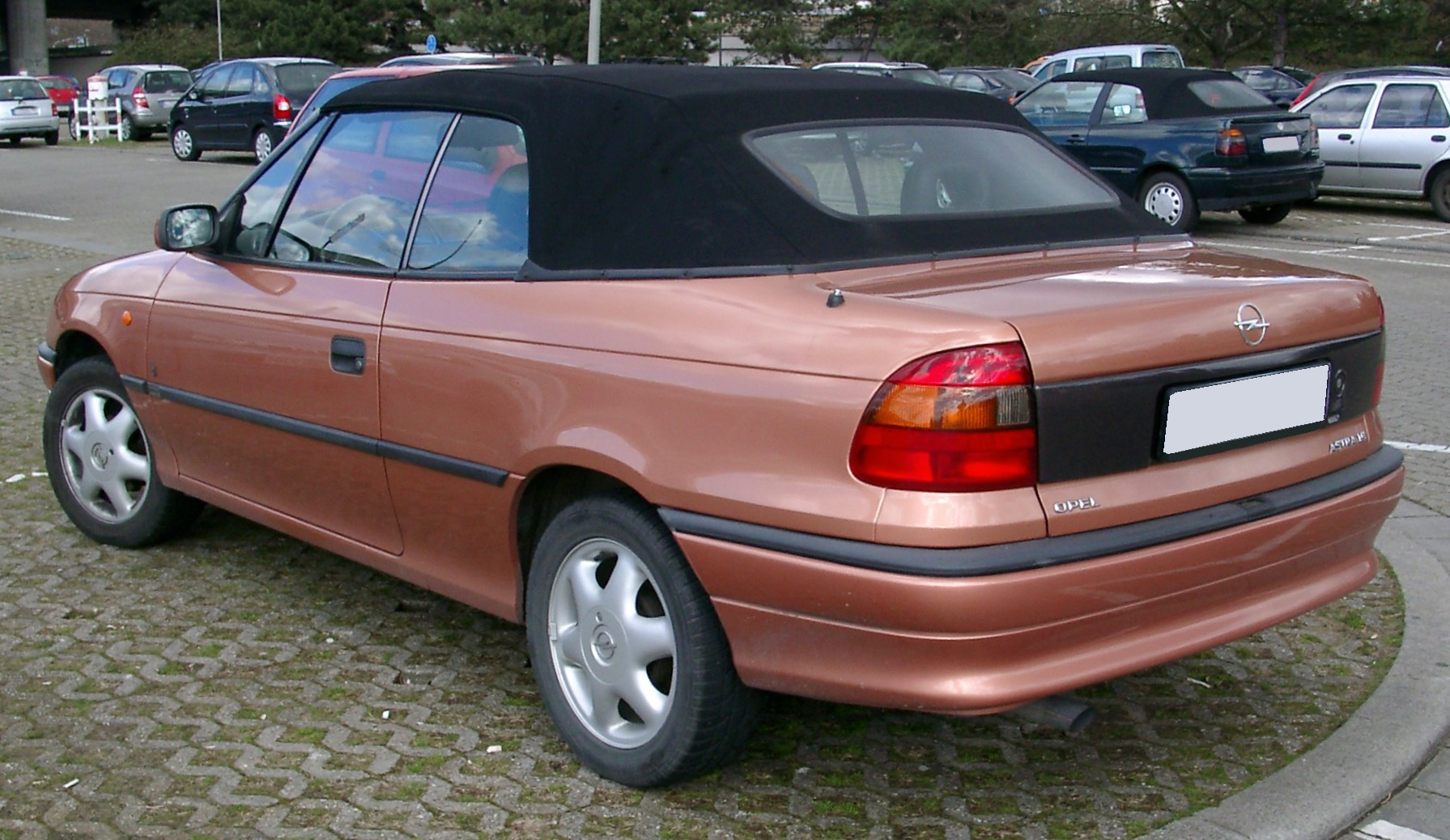
Opel Astra F cabriolet (1994–2000)
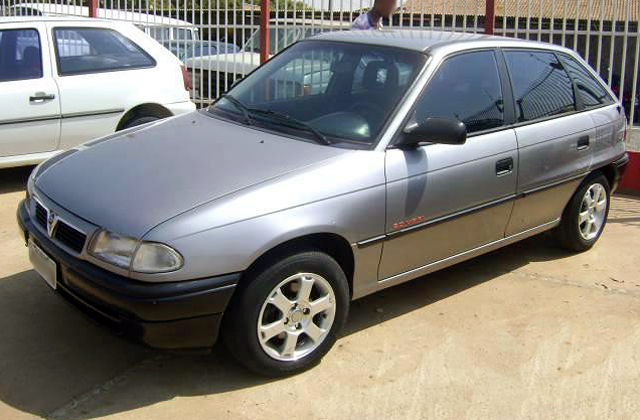
Chevrolet Astra I 5 portes
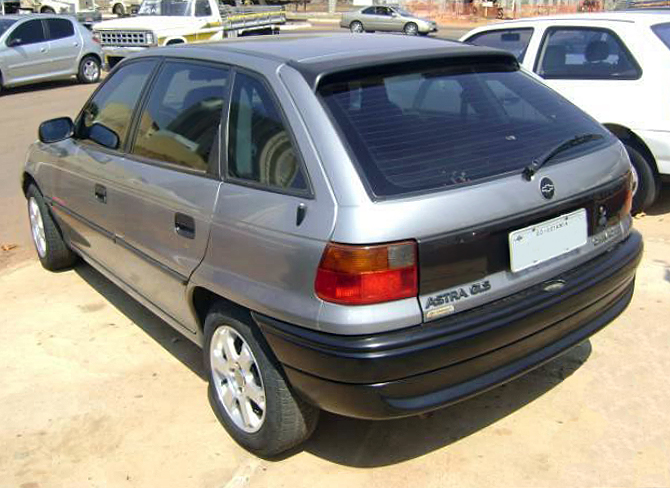
Chevrolet Astra I 5 portes
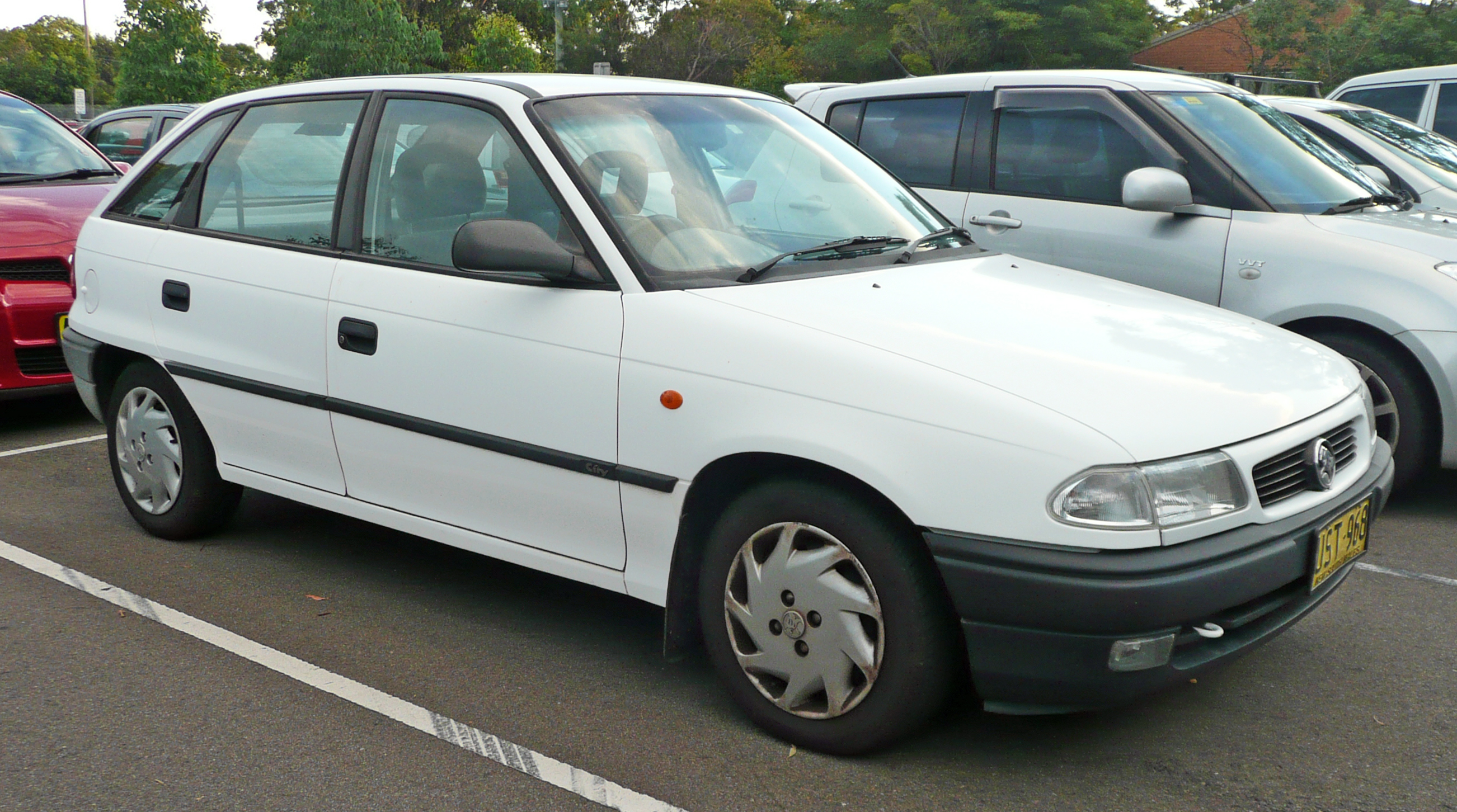
Holden Astra (TR) 5 portes
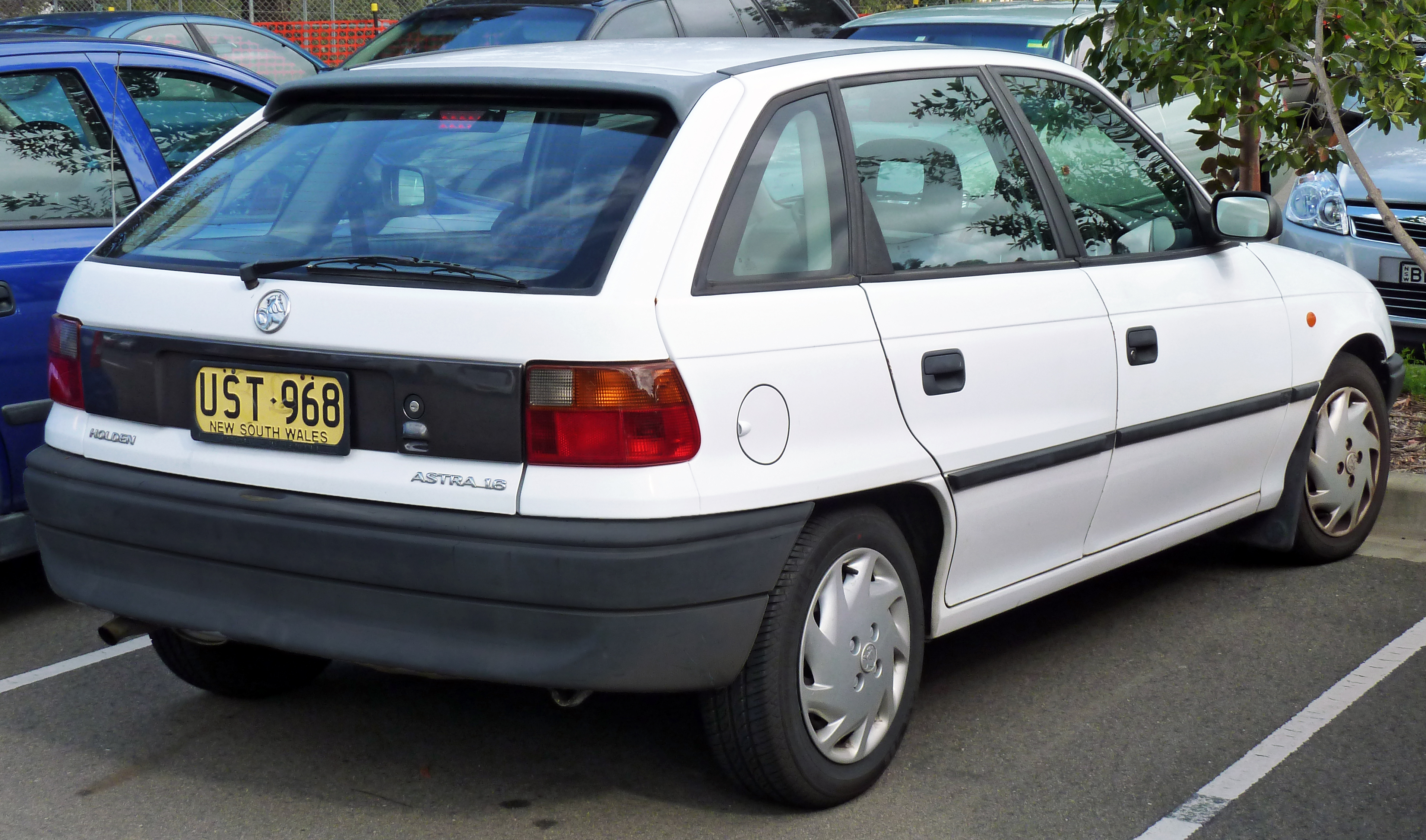
Holden Astra (TR) 5 portes
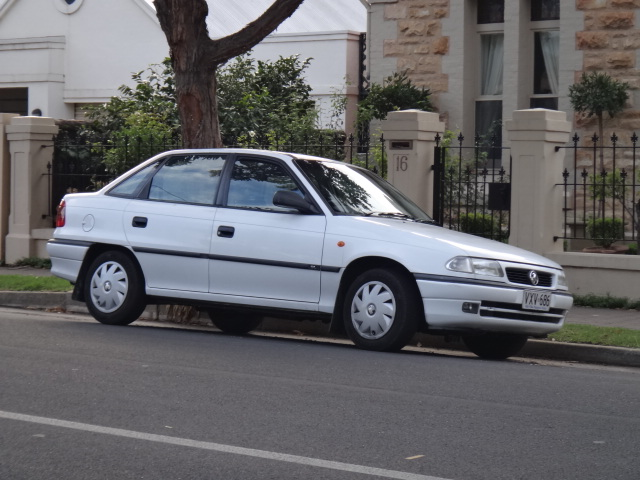
Holden Astra (TR) 4 portes
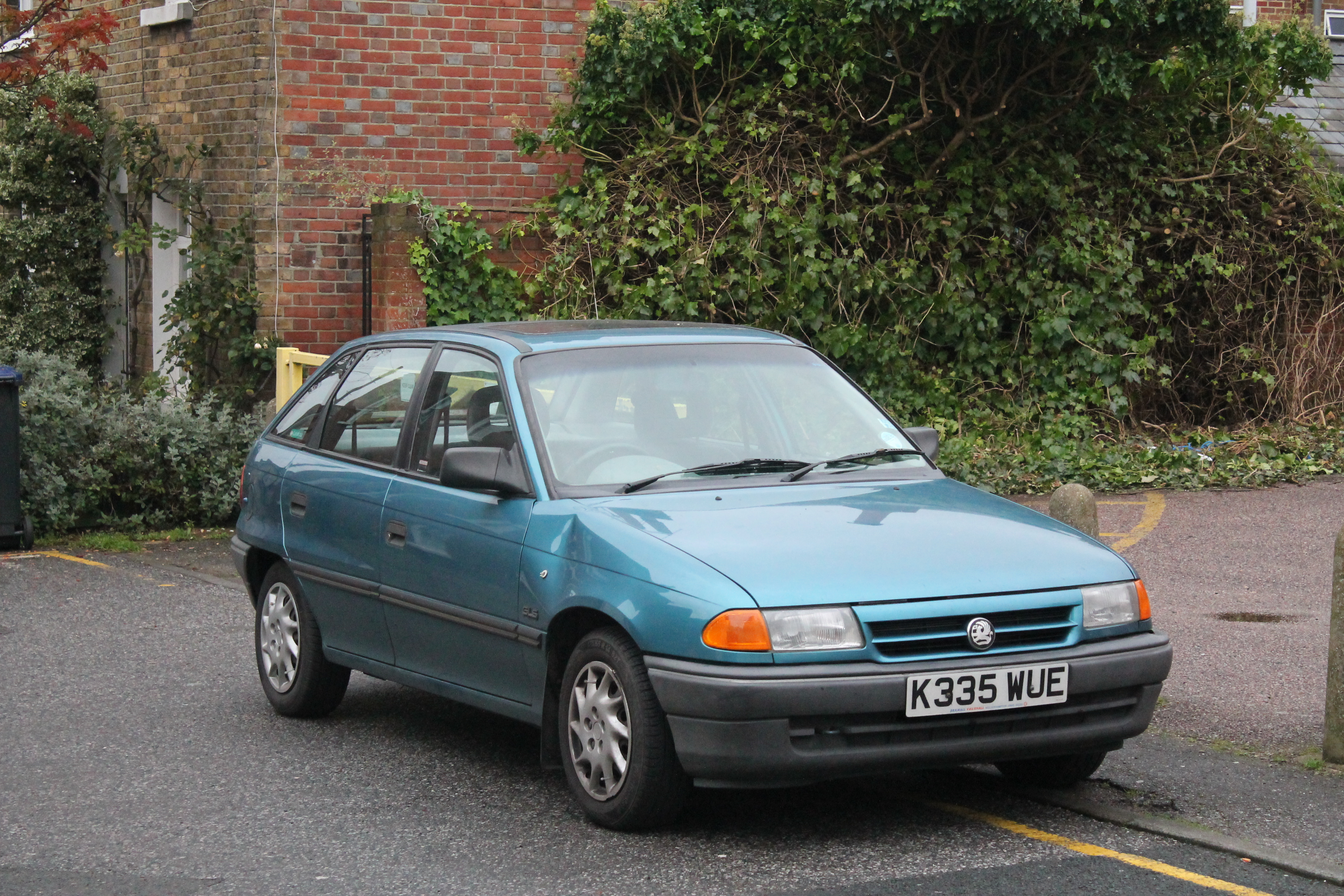
Vauxhall Astra Mk3 5 portes
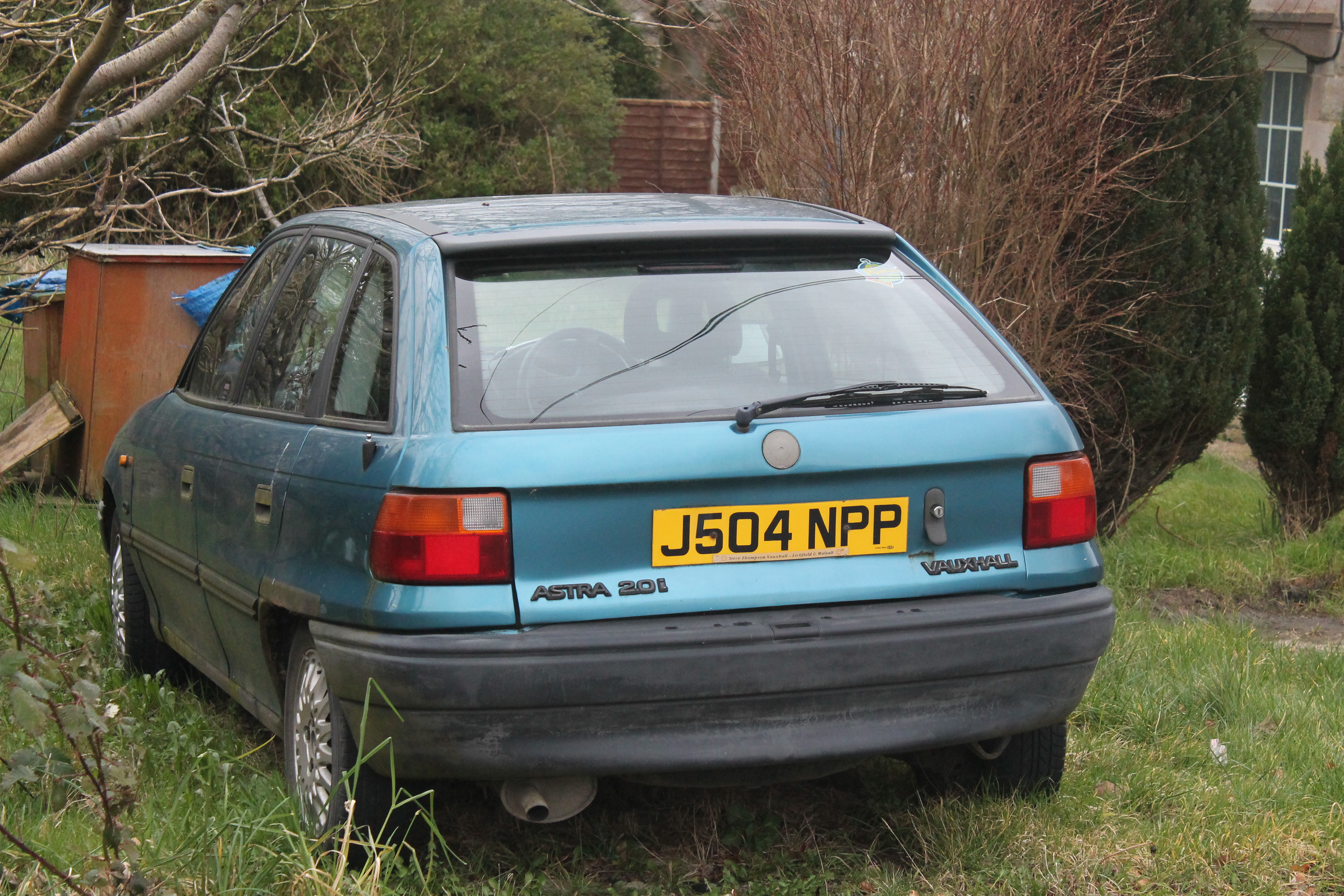
Vauxhall Astra Mk3 5 portes
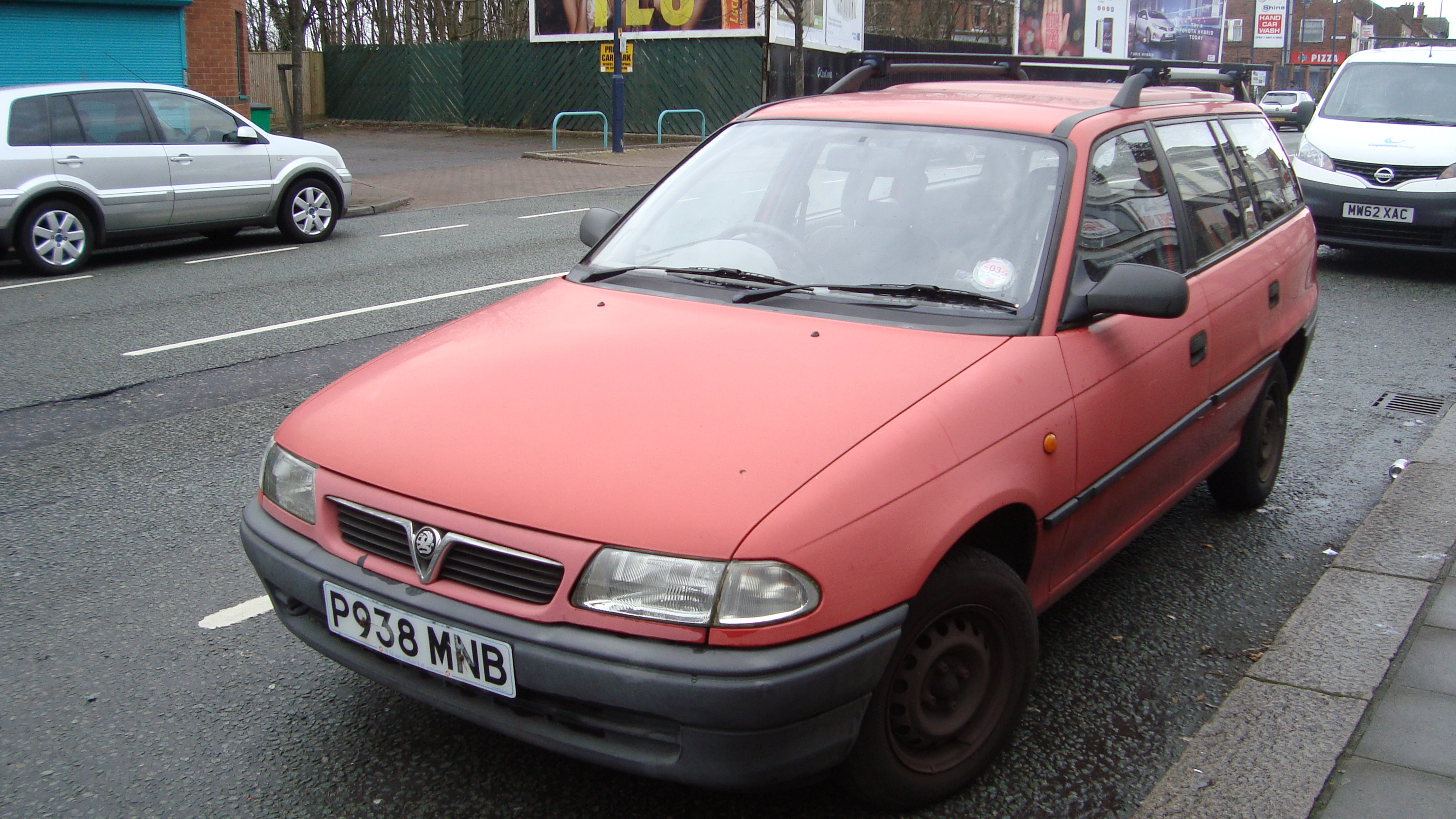
Vauxhall Astra Mk3 Break
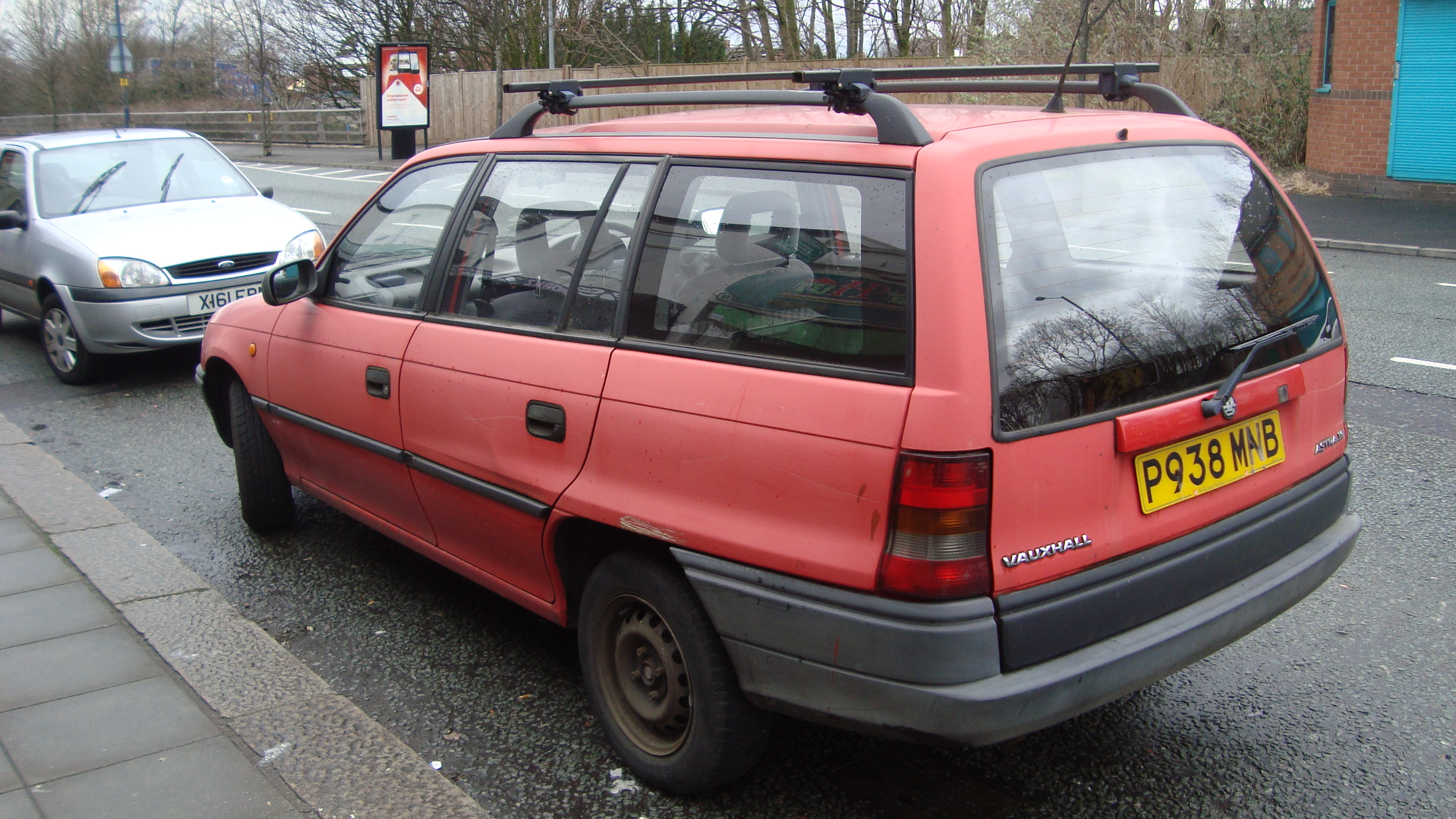
Vauxhall Astra Mk3 Break
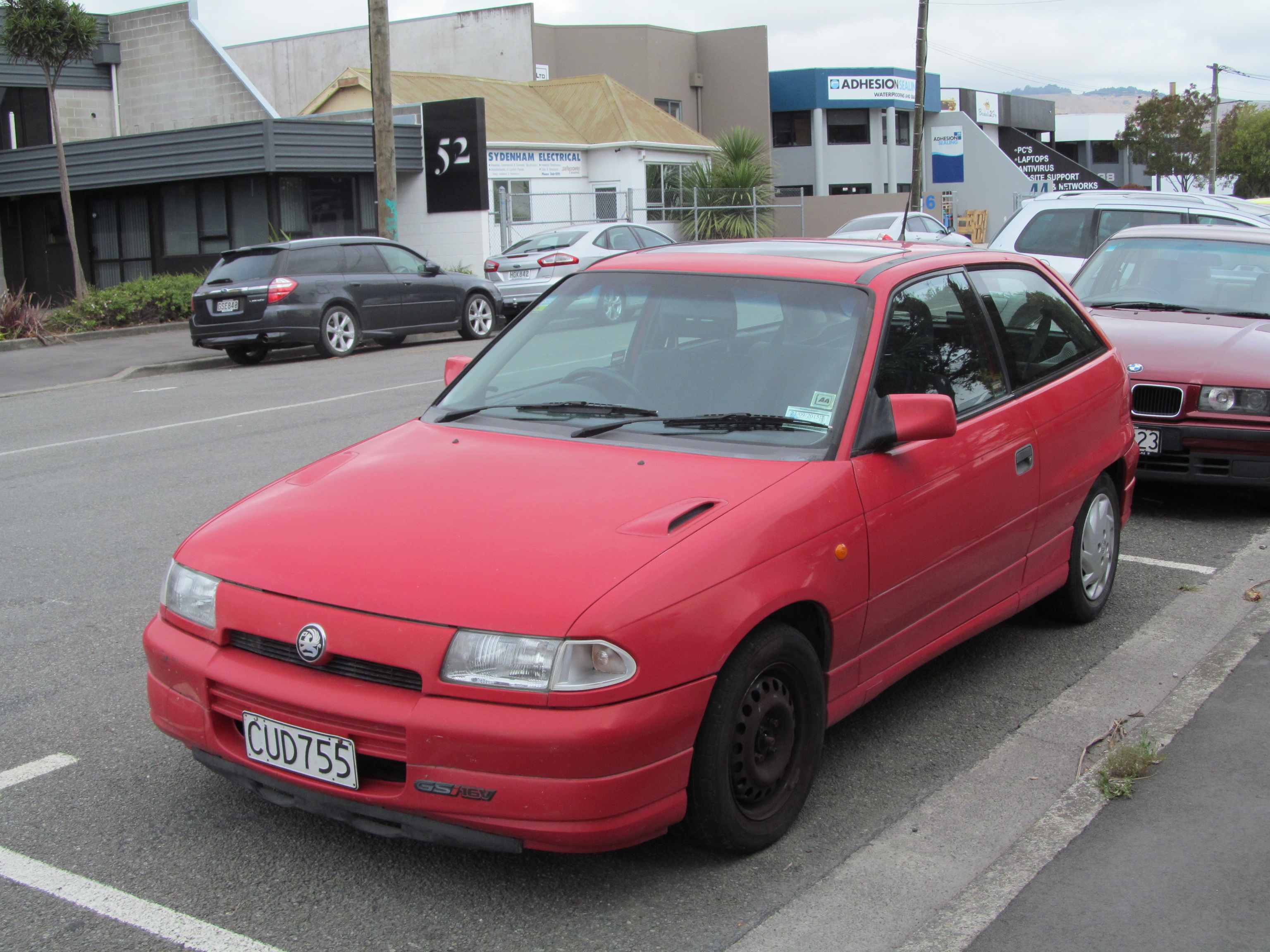
Vauxhall Astra Mk3 GSi 3 portes
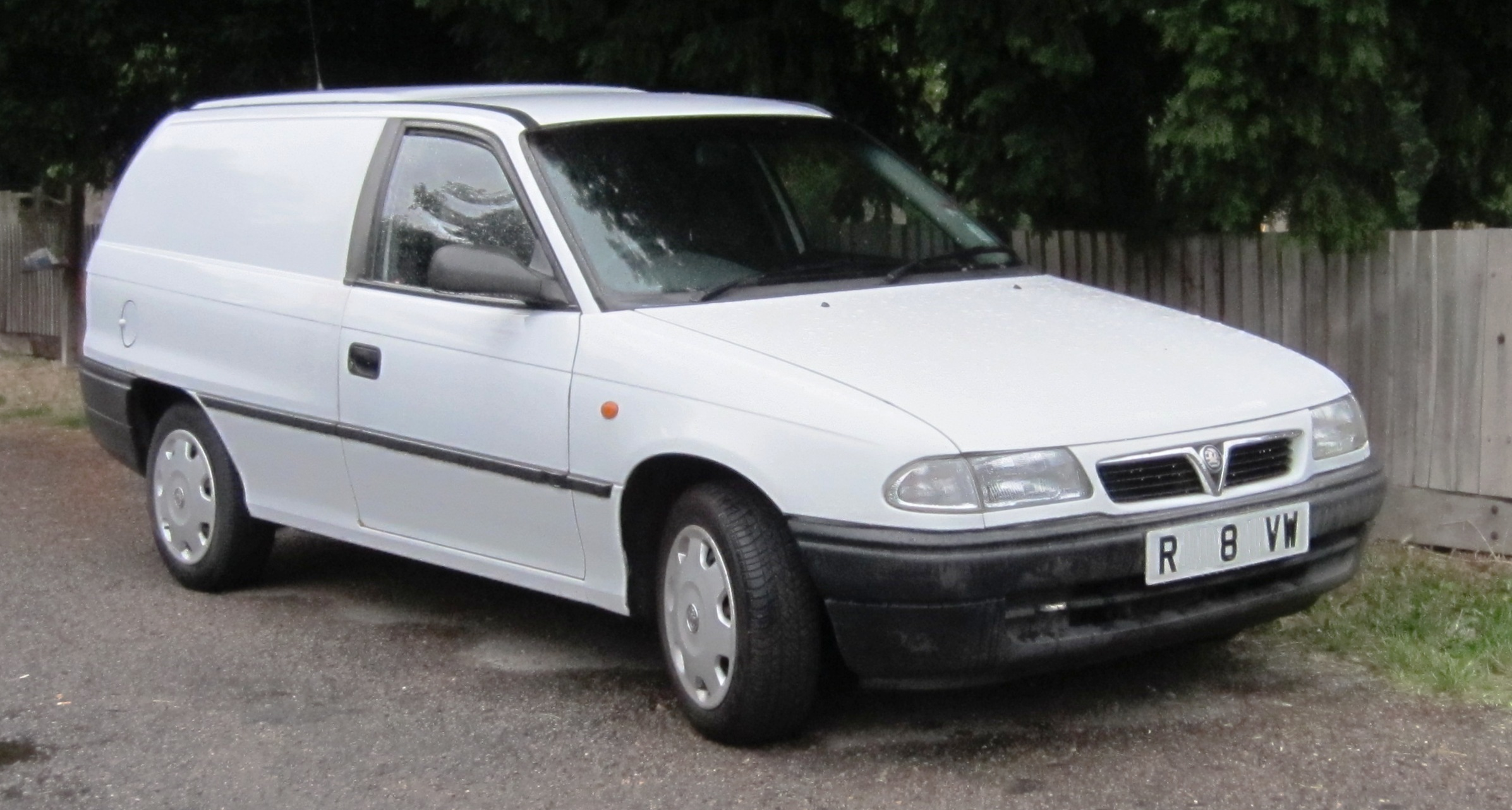
Vauxhall Astra Mk3 Van